# The Journal of Law, Medicine & Ethics
The Journal of Law, Medicine & Ethics ist eine interdisziplinäre Fachzeitschrift mit Peer-Review unter anderem für Rechtswissenschaft, Medizin und Philosophie. Sie erscheint vierteljährlich bei SAGE Publications und veröffentlicht Beiträge in Englisch. Ihr Fokus liegt auf Forschung im Schnittbereich von Recht, Gesundheitspolitik, Ethik und Medizin.
Der Impact Factor der Zeitschrift wurde auf 0.734 beziffert.